# 576-os busz
Az 576-os jelzésű elővárosi autóbusz Budapest, Kőbánya-Kispest és Vecsés, Erzsébet tér között közlekedik. A viszonylatot a MÁV Személyszállítási Zrt. üzemelteti.

## Megállóhelyei
| 0                                    | Budapest, Kőbánya-Kispest végállomás    | 25 | 68, 85, 85E, 93, 93A, 98, 98E, 132E, 136, 148, 151, 182, 182A, 184, 193E, 200E, 202E, 268, 282E, 284E 575, 577, 578, 580, 581 S21 S36 G43 S50 G50 Z50 IC, sebesvonat, gyorsvonat, expresszvonat P+R (KöKi Terminál) P+R (Kőbánya-Kispest) |
| 7                                    | Budapest, Ferihegy vasútállomás         | 18 | 166, 200E, 236, 236A, 266 575, 578, 580, 581 S50 Z50 IC, sebesvonat, gyorsvonat, expresszvonat |
| 9                                    | Budapest, Repülőtér, D porta            | 16 | 200E 575, 578, 580, 581 |
| 10                                   | Budapest, Repülőtéri Rendőr Igazgatóság | 15 | 200E 578, 580, 581 |
| Budapest–Vecsés közigazgatási határa |                                         |    | |
| 13                                   | Vecsés, Logisztikai központ             | 12 | 193E, 236 577 |
| 14                                   | Vecsés, Előd utca                       | 11 | 577, 578 |
| 16                                   | Vecsés, Halmy József tér                | 9  | 577, 578 Helyi busz |
| 18                                   | Vecsés, Besztercei utca                 | 7  | 577, 578 Helyi busz |
| 20                                   | Vecsés, Széchenyi utca                  | 5  | 577, 578 |
| 22                                   | Vecsés, sportpálya                      | 3  | 577, 578 |
| 23                                   | Vecsés, Kinizsi utca                    | 2  | S50 gyorsvonat 577, 578 Helyi busz |
| 25                                   | Vecsés, Erzsébet tér végállomás         | 0  | 577, 578 Helyi busz |